# Alberto Toscano
Alberto Toscano (nascut l'1 de gener de 1977) és un crític cultural britànic, teòric social, filòsof i traductor. Ha traduït l'obra d'Alain Badiou, incloent The Century i Logics of Worlds de Badiou. Ha estat editor i traductor dels escrits de Badiou Theoretical Writings i On Beckett.
El treball de Toscano ha estat descrit com una investigació de la persistència de la idea del comunisme en el pensament contemporani i una investigació genealògica sobre el concepte de fanatisme. És autor de The Theatre of Production (2006) i del libre Fanaticism: The Uses of an Idea que es va publicar el 2010. Toscano ha publicat treballs sobre filosofia contemporània, política i teoria social. En un article sobre el cas Tarnac 9, escrit per a The Guardian el desembre de 2009, Toscano argumenta que la societat està perdent la capacitat de distingir entre vandalisme i terrorisme.
Lector de sociologia a Goldsmiths, Universitat de Londres, Toscano és membre del consell editorial de la revista Historical Materialism: Research in Critical Marxist Theory. Segons Alex Callinicos, aquesta revista "ha estat un dels principals motors del renaixement acadèmic del marxisme" des de mitjans anys noranta.

## Obra
Obres traduïdes
- Alain Badiou, Logics of Worlds, London: Continuum, 2009.
- Alain Badiou, The Century, London: Polity, 2007.
- (with M. Mandarini) Antonio Negri, Political Descartes: Reason, Ideology and the Bourgeois Project, London: Verso, 2007.
- Alain Badiou, Handbook of Inaesthetics, Stanford: Stanford University Press, 2004.
- (amb Ray Brassier), Alain Badiou, Theoretical Writings, London: Continuum, 2004.
- (amb E.R. Albert), Éric Alliez, The Signature of the World, Or, What is Deleuze and Guattari's Philosophy?, London: Continuum, 2004.
- (amb Nina Power), Alain Badiou, On Beckett, London: Clinamen Press, 2003.

Obres pròpies
- Theatre of Production: Philosophy and Individuation between Kant and Deleuze, Basingstoke: Palgrave, 2006.
- Fanaticism: The Uses of an Idea, Nova York: Verso, 2010. Le Fanatisme. Modes d'emploi, La fabrique, 2011 (FR).
- Cartographies of the Absolute, with Jeff Kinkle, Winchester, UK: Zero Books, 2015.